# Ion Itu
Ion Itu (n. 8 noiembrie 1935, Snagov, Județul Ilfov – d. 5 aprilie 2006, Brașov) a fost un deputat român în legislatura 1990-1992, ales în județul Brașov pe listele partidului FSN.
Ion Itu a fost membru în grupul parlamentar de prietenie cu Republica Libaneză, Republica Elenă și Republica Italiană.